# 耶律留礼寿
耶律留礼寿（10世纪？—981年），契丹族，辽朝皇族。
耶律留礼寿是辽太祖的曾孙，耶律李胡之孙，宋王耶律喜隐的儿子。辽景宗乾亨三年（981年）五月，上京（今内蒙古自治区赤峰市巴林左旗）汉军叛辽，他被拥立为王，不久被战败，上京留守除室将他擒获，七月，被朝廷诛杀。